# Guillaume du Choul
Guillaume du Choul cuyo nombre latinizó a Gulielmus Caulius (Lyon, hacia 1496 - 4 de noviembre de 1560) fue un anticuario, numismático, humanista y coleccionista francés.

## Biografía

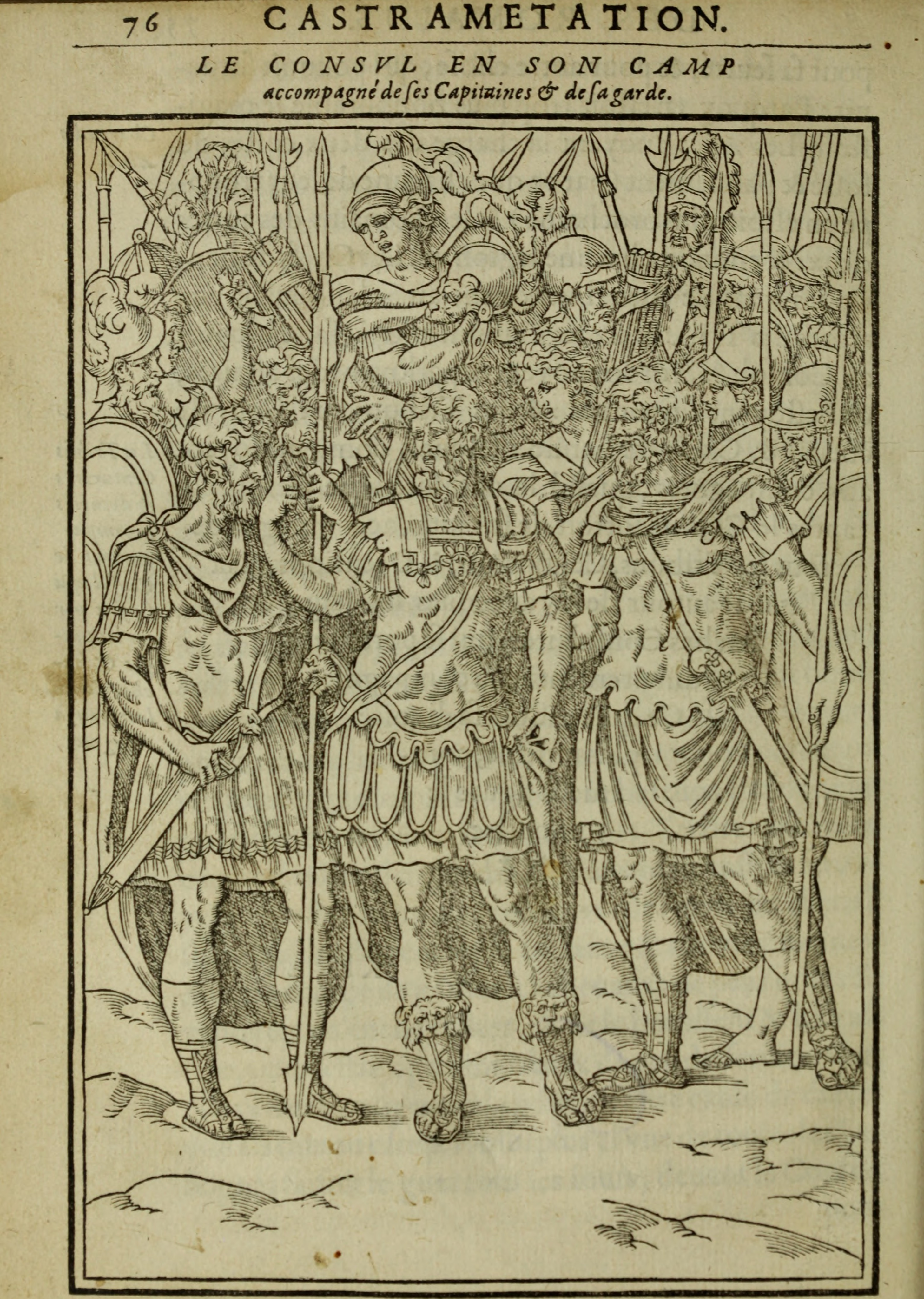
Discours de la religion des anciens Romains.

Como era tradición familiar la abogacía, estudió Derecho en la Universidad de Valence o Valence-sur-Rhône (Valencia de Francia), que debía su fama al rector Philippe Décius. Se doctoró en ambos derechos, civil y eclesiástico, y sirvió en la oficina del Bailío de las montañas del Dauphiné o Delfinado (1522) cuando la Corte estaba en Lyon. En 1523 fue nombrado maestro del Delfín, pero parece que no llegó a ejercer este cargo; ya se hallaba casado con Clare Faure, de Valence, quien le dio un hijo, y debió enviudar, porque se volvió a casar en 1532 en París con Allegrin Madeleine, de la que tuvo un segundo hijo, Claude, y una hija, Madeleine. Guillaume Ghoul era el primo hermano del poeta Maurice Scève, que fue testigo de la boda de su hija 22 de abril de 1563. También se relaciona con el humanista sienés Claudio Tolomei por el matrimonio de su primo Sybille Sève. La actividad de Du Ghoul como alguacil de las montañas es poco conocida, pero lo cierto es que él pasaba en Gap la mayor parte del año. Sin embargo, se documenta su actividad como anticuario desde 1536 hasta 1538 gracias a los testimonios de los estudiosos que siguieron a la corte en Lyon, y luego desde 1546 hasta 1556, un período del que nos informamos por sus obras. 
Su curiosidad por las antigüedades debía venir del hecho de que residía en Gourguillon, un barrio lionés rico en vestigios arqueológicos. Nada permite verificar esta intuición de los biógrafos lioneses, pero el primer testimonio de esta curiosidad apareció en Valence en 1516, y puede pensarse que el medio universitario no era ajeno a este interés. Además, la amplitud de sus corresponsales en Francia e Italia le hacía recibir piezas que él mismo, por su situación, no era capaz de conseguir. Sin duda carecía de estatuas o inscripciones antiguas, pero sus colecciones eran célebres desde 1537 no solo por su medallero y monetario grecorromano, uno de los primeros documentados en Francia, sino por las imágenes (estampas, cuadros, dibujos, grabados) por las cuales, según sus contemporáneos, devolvía la vida a la antigua Roma. Se entiende, pues, el interés documental de este conjunto, que venía a completar una biblioteca donde las publicaciones recientes de los anticuarios italianos tenían un lugar. Es más, según un testimonio más tardío (1555), Du Choul poseía una colección malacológica o de conchas raras y otros artículos comprados a alto precio, lo que muestra que sus colecciones tomaban la apariencia de un gabinete de curiosidades tal como se los representa habitualmente en el siglo XVII y en España, por ejemplo, reunía el aragonés Vincencio Juan de Lastanosa. Todas estas maravillas impresionaron al rey Francisco I, quien le encargó dejar constancia escrita de ellas. Pero solo se ha conservado parte de estos trabajos.
El conjunto consistía en efecto en libros impresos, manuscritos literarios (incluso un Boccaccio florentino del siglo XV), estampas, dibujos, monedas, medallas, medallones, gemas, conchas y plaquetas. Algunos libros provenían de su biblioteca personal y llevaban su ex-libris o su blasón pintado.

## Obras
- De antiquorum imperatorum imaginibus, ms. perdido.
- Des antiquités romaines premier livre, Turín, Biblioteca Real, ms. varia 212 (hecho por orden del rey Francisco I y redactado quizá desde 1538 a 1547).
- Douze livres des antiquitez de Rome, ms. perdido (redactado entre 1538 (?) y 1555 como muy tarde).
- Discours sur la castrametation et discipline militaire des Romains, Lyon, G. Rouillé, 1554 (redactado entre 1546 y 1554).
- Des bains et de la palestre, BnF, ms. fr. 1314 (redactado entre 1546 y 1547).
- Des bains et antiques exercitations grecques et romaines, Lyon, G. Rouillé, 1554 (hecho por orden del rey Francisco I entre 1546 y 1554).
- Discours de la religion des anciens Romains, Lyon, G. Rouillé, 1556 (redactado entre 1546 y 1556).
- Des epigrammes de toute la Gaule, ms. perdido (entre 1546 y 1556).
- De re nautica, University of Minnesota library, James Bell collection (redactado hacia 1550).
- Epistre consolatoire… envoyee a illustre dame, ma dame de Chevrieres, Lyon, J. Temporal, 1555, BnF, Ln27-4235 (redactado en 1555).
- De imaginibus, sive de natura deorum, ms. perdido (redactado antes de 1556).
- Des animaux feroces et estranges, ms. perdido elaborado por orden de Francisco I, redactado antes de 1556).